# الحسين بن حمدان الخصيبي
أبو عبد الله الحسين بن حمدان الخصيبي أو الجنبلائي (260 هـ - 358 هـ). من كبار علماء ومؤسسي المذهب العلوي وهو كذلك راوي ومُصنّف علوي؛ تضاربت آراء الشيعة فيه بين من ينسب إليه العقائد المُخالفة للتشيُّع، وبين من يعدّهُ من العلويين، وبين من يمتدحه ويُوثّقه.
المشهور أن الخصيبي ولد في جنبلاء سنة 260 هـ، إلّا أن الزركلي يذكر في الأعلام أنّه مصري الأصل ثم رحل في فترة لاحقة إلى جنبلاء، وأجمعت المصادر أنه من العراق جنبلاء بين واسط والكوفة، حفظ القرآن في سن الحادية عشرة، وقد حجّ وهو في العشرين من عمره، وقدم حلب سنة 315 هـ، وتوفي فيها عام 358 هـ، وقبره يعرف بـالشيخ يبرق، وقد شهد وفاته بعض تلامذته ومريديه، منهم: أبو محمد القيس البديعي، وأبو محمد الحسن بن محمد الأعزازي، وأبو الحسن محمد بن علي الجلي.
اختلف في ضبط لقبه من حيث كونه الخصيبي أو الحضيني، وقد ذكر صاحب الأعيان الأقوال في ذلك، فقال: ”نسبته في الخلاصة الحضيني بالحاء المهملة المضمومة والضاد المعجمة والنون بعد الياء قبلها اه“، ويستمرّ بنقل الأقوال: ”وبعض أصحابنا قال الحضيني بالحاء المهملة والضاد المعجمة والياء المثناة تحت والنون اه فيكون نسبة إلى جده خصيب، والجنبلائي بجيم مضمومة ونون ساكنة وباء موحدة مضمومة ولام وألف ونون نسبة إلى جنبلاء بالمد بلدة بين واسط والكوفة والنسبة إليه جنبلائي بالهمزة قبل ياء النسبة“، وتجنباً للوقوع في الإشتباه يقول: ”يوجد جنبلاني بالنون كما ينسب إلى صنعاء صنعاني“.

## ذكره في الكتب
ذكره خير الدين الزركلي في أعلامه وقال عنه: ”حسين بن حمدان الخصيبي زعيم طائفة العلويين النصيرية، في عصره. مصري الأصل. رحل إلى جنبلا في العراق العجمي، وتتلمذ لكبير دعاة العلويين عبد الله بن محمد الجنبلاني، ثم خلفه في رئاسة العلويين الدينية، وانتقل إلى بغداد، واستقر في حلب إلى أن توفي، وقبره في شماليها معروف إلى الآن. وكان له وكلاء في الدين والسياسة“.
كما ذكره كذلك ابن حجر العسقلاني في لسان الميزان قائلاً عنه: ”الحسين بن حمدان بن الخطيب الخصيبي أحد المصنفين في فقه الإمامية. ذكره الطوسي والنجاشي وغيرهما وله من التأليف: أسماء النبي، وأسماء الأئمة، والإخوان، والمائدة، وروى عنه أبو العباس بن عقدة وأثنى عليه وقيل إنه كان يؤم سيف الدولة، وله أشعار في مدح أهل البيت، وذكر ابن النجاشي أنه خلط وصنف في مذهب النصيرية واحتج لهم. قال: وكان يقول بالتناسخ والحلول“.

## آراء علماء الشيعة فيه

### المعارضون
- النجاشي: قال عنه: ”الحسين بن حمدان الخصيبي الجنبلاني أبو عبد الله فاسد المذهب“.
- ابن الغضائري: قال عنه ”الحسين بن حمدان الخصيبي الجنبلاني أبو عبد الله كذاب فاسد المذهب صاحب مقالة ملعونة لا يُلتفت إليه“.
- الشيخ: ذكره في الفهرست فقال عنه: ”الحسين بن حمدان بن خصيب له كتاب أسماء النبي صلى الله عليه وآله وأسماء الأئمة“. وذكره في كتاب رجاله فيمن لم يروَ عنهم ع فقال: ”الحسين بن حمدان الخصيبي الجنبلاني يكنى أبا عبد الله روى عنه التلعكبري وسمع منه في داره بالكوفة سنة 344 وله منه إجازة“.
- ابن داوود الحلي: قال عنه: "الحسين بن حمدان الخصيبي ، كان فاسد المذهب"[8]

## وجهة نظر العلويين فيه
يعتبر من أهم الشخصيات الدينية عندهم بعد محمد بن نصير النميري ويطلقون عليه الشيخ المحدث الثقة لأنه روى عن الأئمة الأثني عشرية، وقال الشيخ سليمان الأحمد أحد شيوخ الطائفة العلوية وعضو المجمع العلمي العربي في دمشق عن الخصيبي:
(من رجال الشيعة الإمامية ورواتها، تبحَّرَ في علوم آل محمد عليهم السلام روايةً ودرايةً، واستنكههُما إلى غاية يتعسر بل يتعذر على أحد بعده أن ينالها فضلاً أن يفوقه بها، قد روى عن الثقات وروت الثقات عنه ومن يروي عنه الثقة فهو ثقة في اصطلاح فن الرجال).

## مصنفاته
| - الإخوان. - المسائل. - تاريخ الأئمة. وقد احتمل آغا بزرگ الطهراني أن يكون هذا الكتاب هو نفسه أسماء النبي والأئمة؛ بل واحتمل كونهما مع كتاب الهداية كتاباً واحداً؛ حيث قال كما في الذريعة ما نصُّه: ”لعله الذي عبر عنه الشيخ في الفهرس بكتاب أسماء النبي والأئمة عليهم السلام؛ بل يحتمل إتحادهما مع كتاب (الهداية) المعروف بهذا الاسم والموجود إلى اليوم“. - الرسالة. - أسماء النبي. - أسماء الأئمة. احتمل صاحب الأعيان أن يكون هذا الكتاب هو نفسه كتاب تاريخ الأئمة. - المائدة. احتمل صاحب الأعيان أن يكون هذا الكتاب هو نفسه كتاب المسائل. | - الهداية الكبرى في تاريخ النبي والأئمة ومعجزاتهم. ذُكر أنّه بعد أن ألّف هذا الكتاب أهداه إلى سيف الدولة الحمداني. - أحوال أصحاب الأئمة وأخبارهم. - سيرة المهدي. - الروضة في الفضائل والمعجزات. ذكره آغا بزرگ الطهراني في ذريعته بقوله: ”الروضة في الفضائل والمعجزات أو كتاب الفضائل كما عبر به ابن طاوس في الإقبال، وذكر أنه لأبي عبد الله الحسين بن حمدان الخصيبي الجنبلاني صاحب كتاب الهداية المتوفى 358 أو 346، وفي موضع احتمل اتحاده مع الروضة المنسوب إلى ابن بابويه كما حكاه عن الإقبال في الرياض“. |